# Partenio-hegység
A Partenio-hegység (vagy Montevergine) egy mészkőhegység Olaszország Campania régiójában, Avellino megyében, Mercogliano település mellett. Nevét az 1270 m magasságban épült Montevergine apátság után kapta, amelyhez siklóvasút visz fel. A hegy oldalát bükk- és gesztenyefa erdő borítja. A hegység területe a Partenio Regionális Park része.

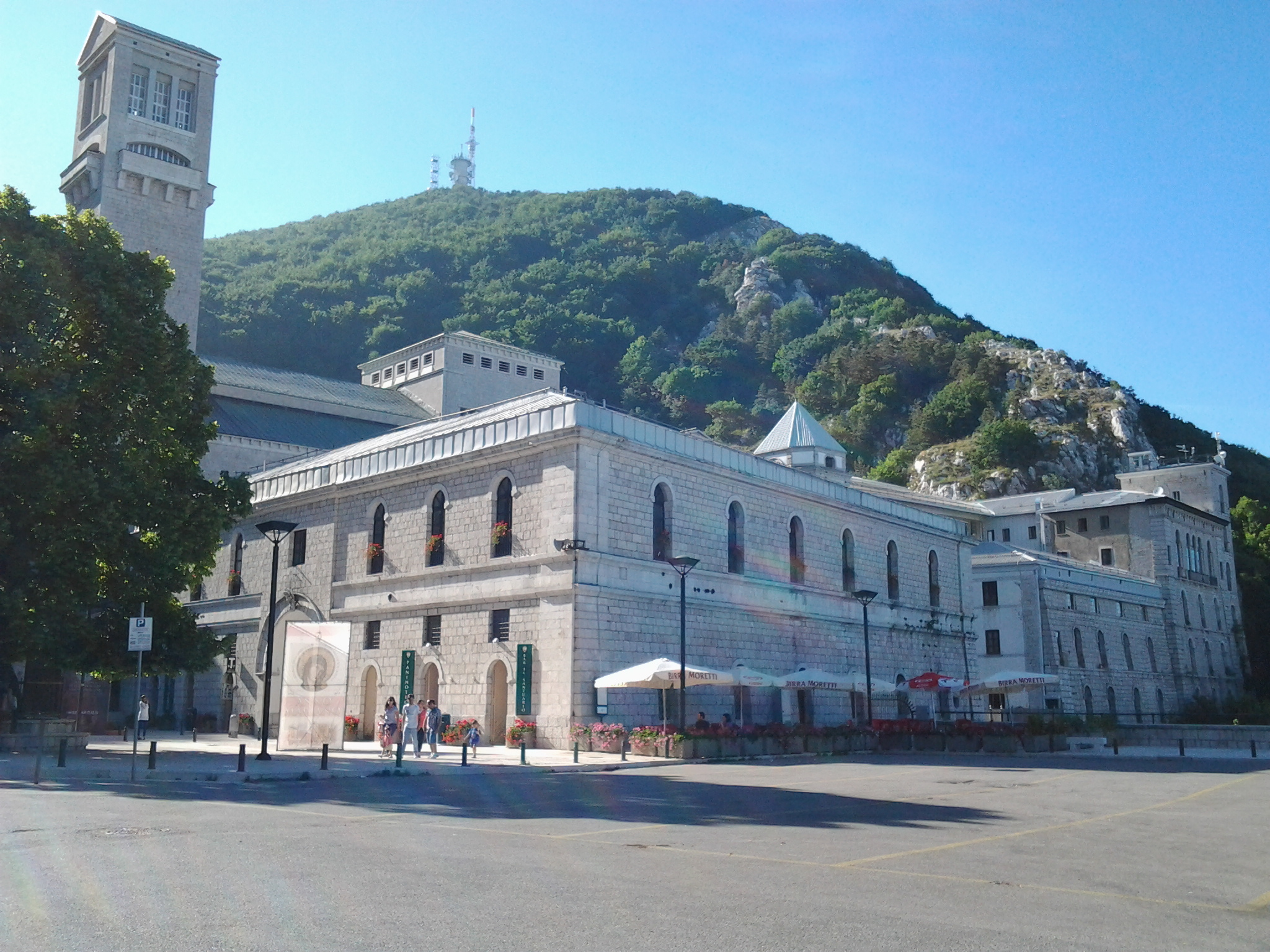
A Montevergine apátság épületkomplexuma